# Steve Livingstone
Steve Livingstone, diminutivo di Stephen Carl Livingstone (Middlesbrough, 8 settembre 1969) è un ex calciatore inglese, di ruolo attaccante.

## Biografia
Suo padre Joe è stato a sua volta un calciatore professionista.

## Carriera
Livingstone nel 1985 va a giocare nel settore giovanile del Coventry City, con cui l'anno seguente vince una FA Youth Cup; nel frattempo, già nella stagione 1986-1987, all'età di 17 anni, aveva esordito tra i professionisti giocando 3 partite nella prima divisione inglese con la maglia degli Sky Blues, con cui gioca poi ulteriori 4 partite nella stagione 1987-1988, contribuendo anche alla vittoria della FA Cup (la prima nella storia del club). Pur rendendosi protagonista di alcuni gol pesanti (ad esempio uno contro il Nottingham Forest in semifinale di Coppa di Lega) nel complesso non riesce mai ad imporsi in pianta stabile nella formazione titolare, e nel gennaio del 1991 dopo complessive 31 presenze e 6 reti in prima divisione viene ceduto per 450000 sterline al Blackburn, in seconda divisione. La sua esperienza ai Rovers inizia in modo eccellente, con 7 gol segnati nelle sue prime 10 partite giocate e, più in generale, con 9 reti in 18 presenze nella seconda metà della stagione 1990-1991. Già dall'anno seguente, in cui il club vincendo i play-off conquista una promozione in prima divisione, l'attaccante perde però il posto in squadra, segnando un solo gol in 10 partite di campionato giocate. L'anno seguente, in prima divisione, trova ancora meno spazio, giocando solamente 2 partite, e nel marzo del 1993 viene ceduto per 350000 sterline al Chelsea, con cui nel finale di stagione gioca un'ulteriore partita in prima divisione (subentrando dalla panchina nella sconfitta esterna per 3-0 contro il Manchester Utd il 17 aprile 1993). Non trovando ulteriore spazio, nel settembre del 1993 viene ceduto in prestito per un mese al Port Vale di John Rudge, con cui gioca 5 partite in seconda divisione senza mai segnare.
Terminato il prestito ai Valiants senza nemmeno far effettivamente ritorno al Chelsea viene subito ceduto in prestito per due mesi al Grimsby Town, sempre in seconda divisione: dopo diverso tempo, con i Mariners Livingstone trova continuità di impiego, tanto che dopo due mesi dal suo arrivo in squadra viene acquistato a titolo definitivo per 140000 sterline grazie al suo buon redimento. Con i bianconeri gioca per quattro stagioni consecutive in seconda divisione, fino alla retrocessione in terza divisione subita al termine della stagione 1996-1997. Dopo un solo anno il Grimsby Town torna comunque in seconda divisione sconfiggendo il Northampton Town nella finale play-off della Second Division 1997-1998 ed in aggiunta vince il Football League Trophy sconfiggendo il Bournemouth per 2–1 dopo i tempo supplementari in finale (nella quale Livingstone subentra a partita in corso a Daryl Clare). Negli anni seguenti l'attaccante subisce vari infortuni che ne limitano l'impiego, restando comunque in rosa fino al termine della stagione 2002-2003 (conclusasi con una nuova retrocessione in terza divisione) per un totale di 289 presenze e 43 reti in incontri di campionato (e, più in generale, di 334 presenze e 51 reti tra tutte le competizioni ufficiali) con la maglia del Grimsby Town. Infine, nell'estate del 2003 si accasa al Carlisle Utd, in quarta divisione, dove però rimane solo fino al gennaio del 2004 quando, dopo 6 partite giocate e vari problemi fisici, lascia il professionismo, all'età di 35 anni, per poi ritirarsi un anno più tardi dopo un'ultima stagione trascorsa a livello semiprofessionistico con il Whitby Town.
In carriera ha totalizzato complessivamente 362 presenze e 58 reti nei campionati della Football League.

## Palmarès

### Club

#### Competizioni nazionali
- Coppa d'Inghilterra: 1

Coventry City: 1987-1988
- Football League Trophy: 1

Grimbsy Town: 1997-1998

#### Competizioni giovanili
- FA Youth Cup: 1

Coventry City: 1986-1987